# Thór
Thór (psáno též Thor či Tór, staroseversky Þórr) neboli Thunor (staroanglicky Þunor), v mladších, především německých zdrojích, zmiňovaný pod jménem Donar (þonar, runově ᚦᛟᚾᚨᚱ) nebo ještě archaičtěji Thunraz (pragermánsky *Þunraz) je v germánské a severské mytologii bůh hromu, deště, nebe a plodnosti země. Je strážcem a vykonavatelem spravedlnosti. Ochraňuje kováře, mořeplavce, rybáře a rolníky. Nejvíce informací o něm pochází z pozdních islandských pramenů a mnohé z nich se nemusejí týkat ostatních Germánů a starších období. Hned po Ódinovi, který je jeho otcem, je druhým nejdůležitějším bohem. Jeho matkou je Fjörgyn, bohyně země. Thórovou ženou je Sif, se kterou má dceru Trúd. Má také dva syny Módiho a Magniho, avšak s obryní Járnsaxou. V literatuře také označován jako Ásathór („Thór Vozka“) či Hromovládce. Thór je klasickým vyobrazením silného a statečného vikinského bojovníka s postavou hromotluka. Oděn v kožešinách s rudě zrzavými vlasy a vousy spletenými do copánků, v ruce obvykle třímá mocné kladivo Mjöllni.
Thor vystupuje hned v několika básních Poetické Eddy, a to jako hlavní postava (Harbardsljod, Hymiskvida, Trýmskvida) nebo vedlejší (Lokasenna).

## Symbolika a zasvěcenost

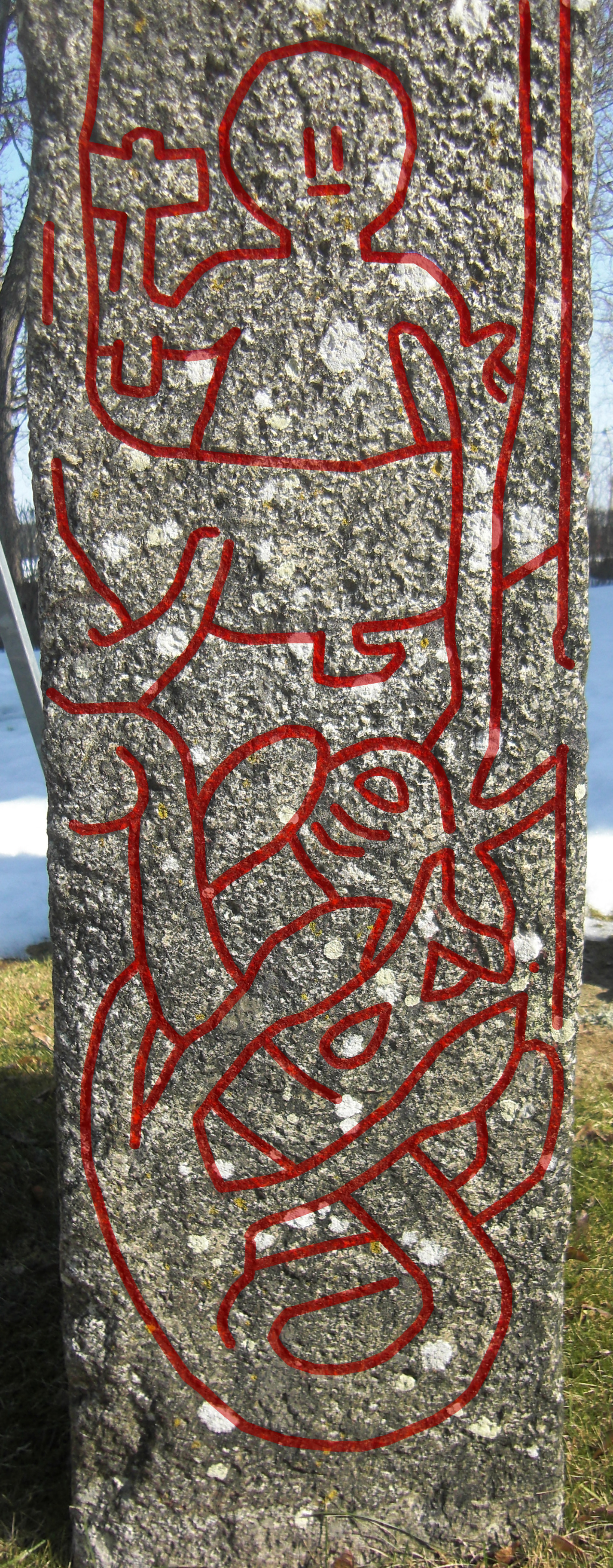
Thór v rybářské lodi loví Jörmungandra, kamenná stéla, švédská Altuna

K Thórovým hlavní atributům patřilo kladivo Mjöllni, opasek a rukavice, dále pak posvátný stříbrný, či zlatý náramek a sekera, která též jako kladivo symbolizovala plodnost.
Mezi jeho rostliny patří jasan, cesmína, líska, dub, kopretina, jeřáb, sporýš, bříza, dobromysl, sedmikráska, hlodáš, kopřiva, bodlák a hloh.
Po anglosaském převzetí římského kalendáře byl Thórovým dnem 5. den v týdnu čtvrtek (Donnerstag – podle jména Donnar nebo Thursday – podle jména Thunor). V Římě byl tento den zasvěcen Jovovi, římskému bohu nebes, v Indii Indrovi a v Řecku Diovi.
Jeho znakem je též svastika, u Germánů známá jako fylfot – přenesený symbol Thórova kladiva.

## Mytologie

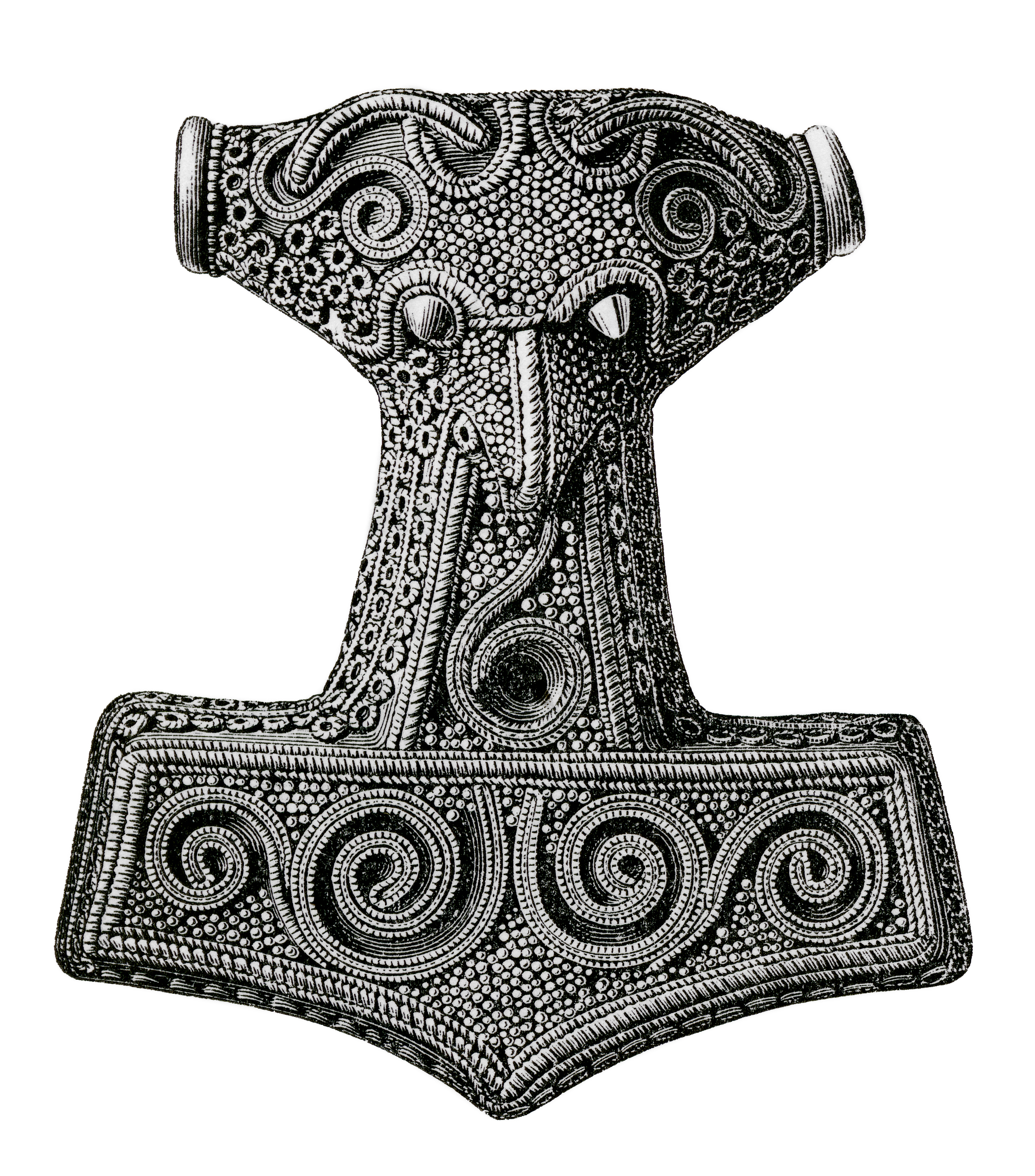
Detailní nákres amuletu kladiva Mjöllni, zvaného „havraní“, oblast Skåne, Švédsko, 9. století

### Thórovo kladivo Mjöllni
Jedním z atributů Thóra je mocné kladivo Mjöllni, které mu vykovali trpaslíci Brokk a Sindri. Kladivo je ukuto tak těžké, že jej zvedne jen sám Thór a jeho syn Magni. Thór vrhá kladivo v podobě blesku a po neomylném dopadu se mu vrací do ruky. Mjöllni ale Thórovi neslouží jen k boji s obry, což jsou jeho úhlavní nepřátelé, ale používá ho i k orání půdy a tím ke zlepšení úrody.
Aby mohl Thór kladivu bezpečně vládnout, patří mu ještě dva kouzelné předměty: rukavice, díky nimž kladivo chytá zpět, a opasek síly, který desetinásobně zvyšuje jeho již tak obrovskou sílu.

### Cestování
Boha na jeho cestách kromě neodmyslitelného kladiva často doprovází kozlové Tanngnjóst a Tanngrisni, kteří táhnou jeho vůz, aby rachot jeho kol zněl jako hromobití. Jsou kouzelní. Když je Thór večer sní, nechá si kosti i kůži a ráno jsou kozlové opět celí. Jeho sluhové jsou Tjálfi a Röskva. Dalším jeho častým společníkem a našeptávačem je Loki, pokrevní bratr Ódina. Je vlastně zdrojem většiny Thórových potíží, ze kterých mu poté pod hrozbou násilí opět pomáhá.

### Thórova smrt
Při soumraku bohů zápasí Thór s obrovským hadem Jörmungandrem. Thór jej zabije. Z hada však vystříkne jed a zasáhne Thóra, který se nestačí dost vzdálit. Po devíti krocích padá mrtev k zemi.

## Současnost
V současnosti se odkazy vyskytují v mnoha jménech především severských národů (Norů, Islanďanů...), protože Thór se, mj. i s rozvojem zemědělství mezi vikingy, dostal v uctívání před Odina, nejvyššího z Ásů a svého otce.

## Thór v umění

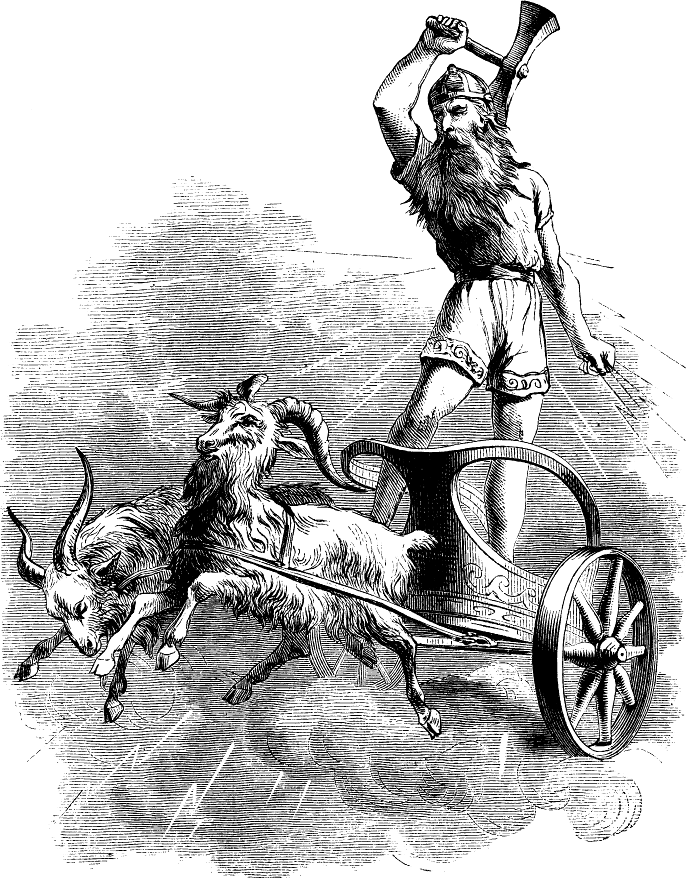
Thór jedoucí na svém voze taženém kozly Tanngnjóstem a Tanngrisniem
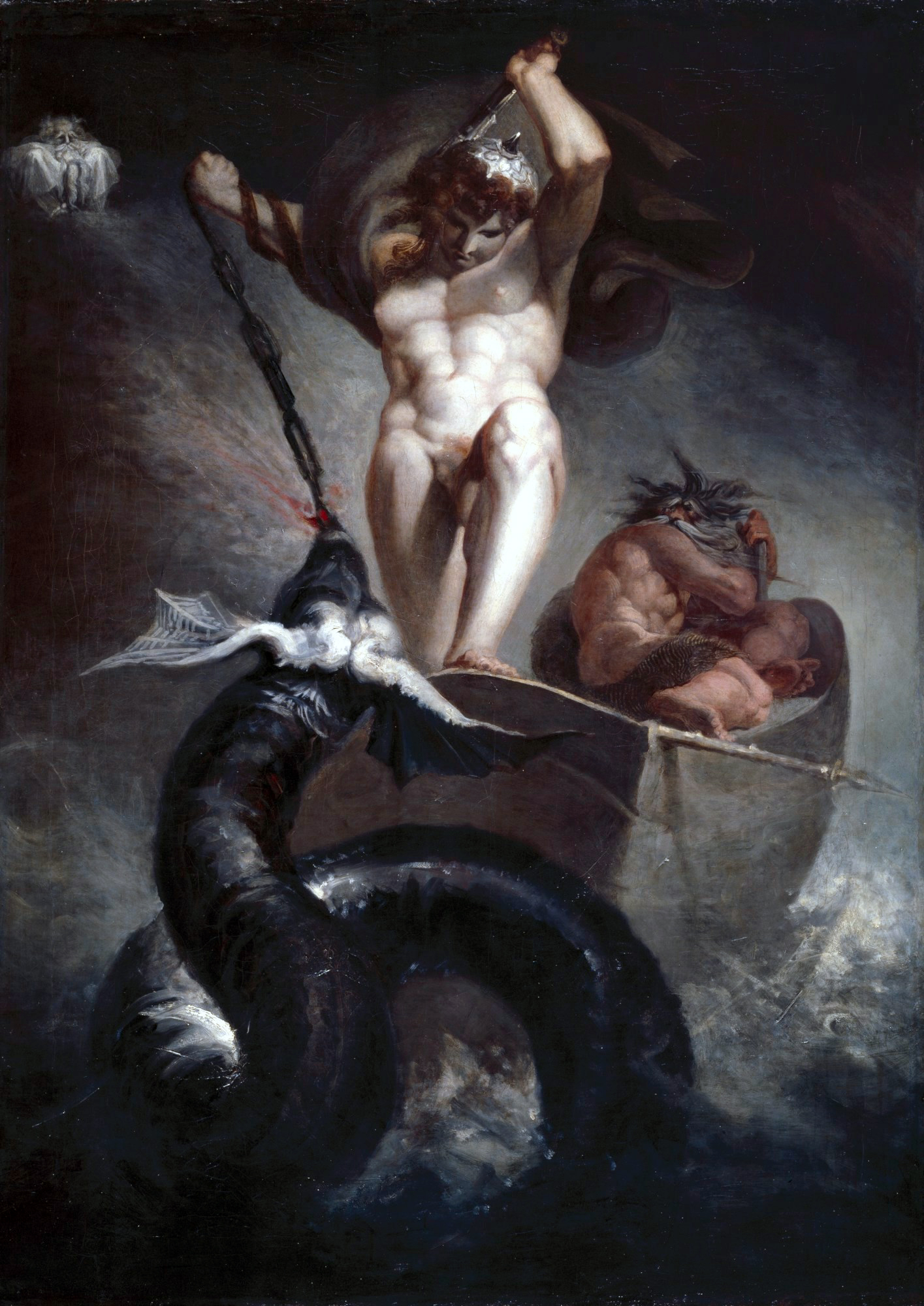
Thór bojující s Jörmungandrem (Henry Fuseli, 1788)
Thór bojuje proti obrům. (Mårten Eskil Winge, 1872)
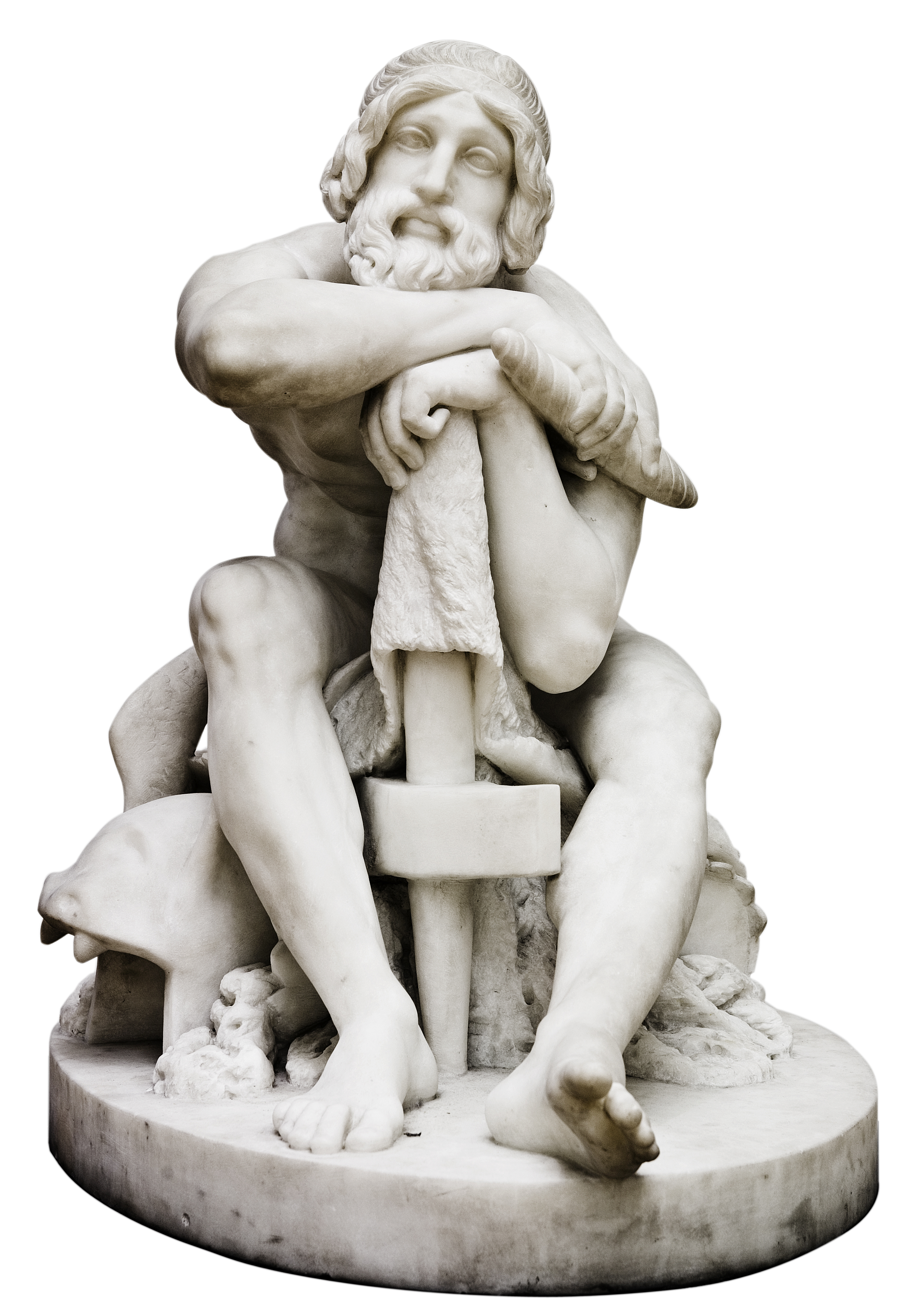
Sedící Thór s kladivem (Hermann Ernst Freund, 1828 či 1829)
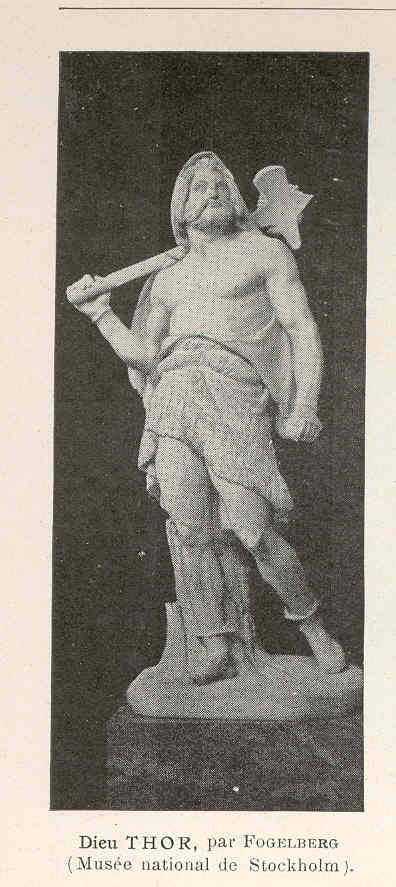
Thór (Georges Clerc-Rampal, 1913)
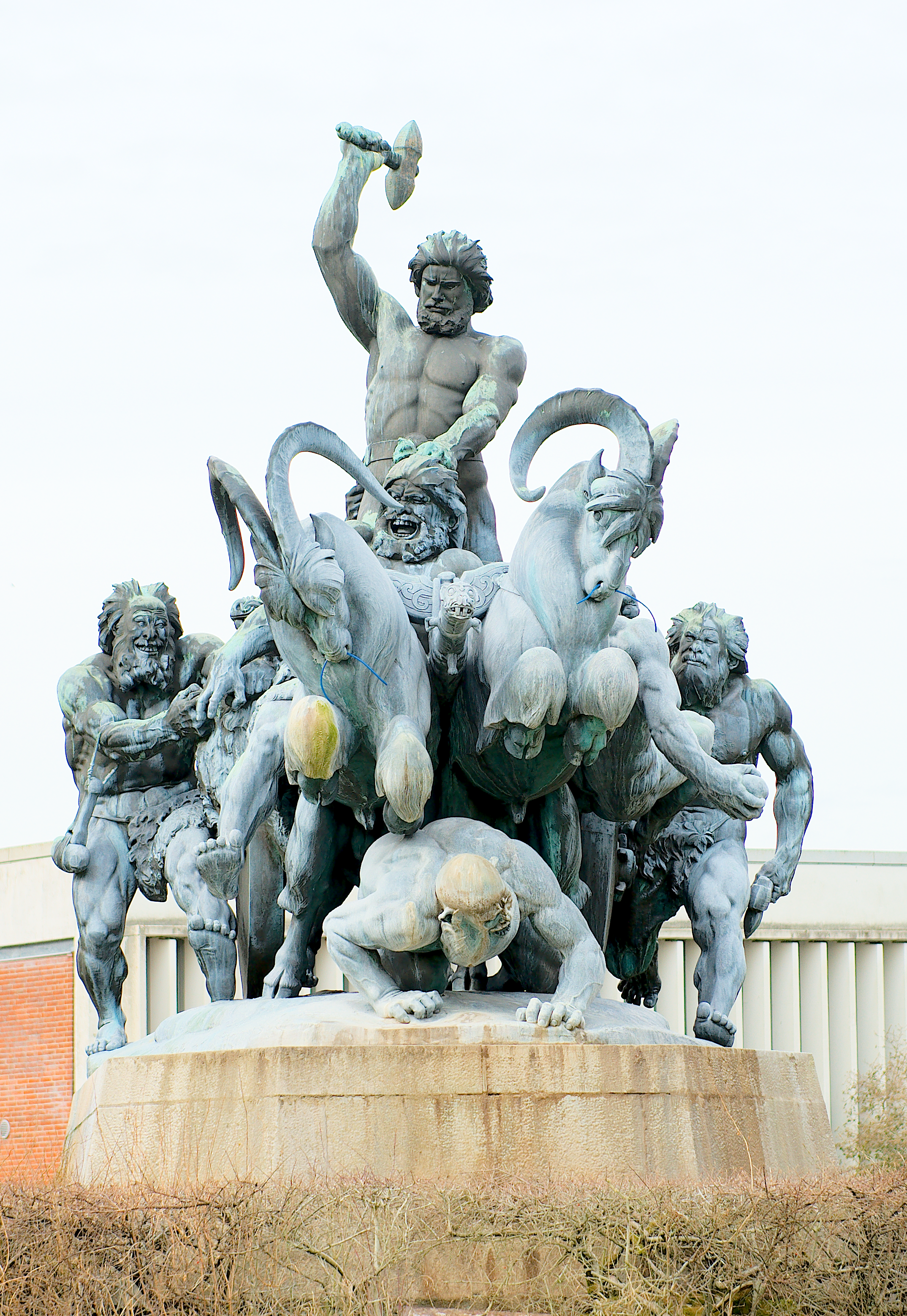
Sousoší Thór s vozem (Carl Johan Bonnesen, 1918)
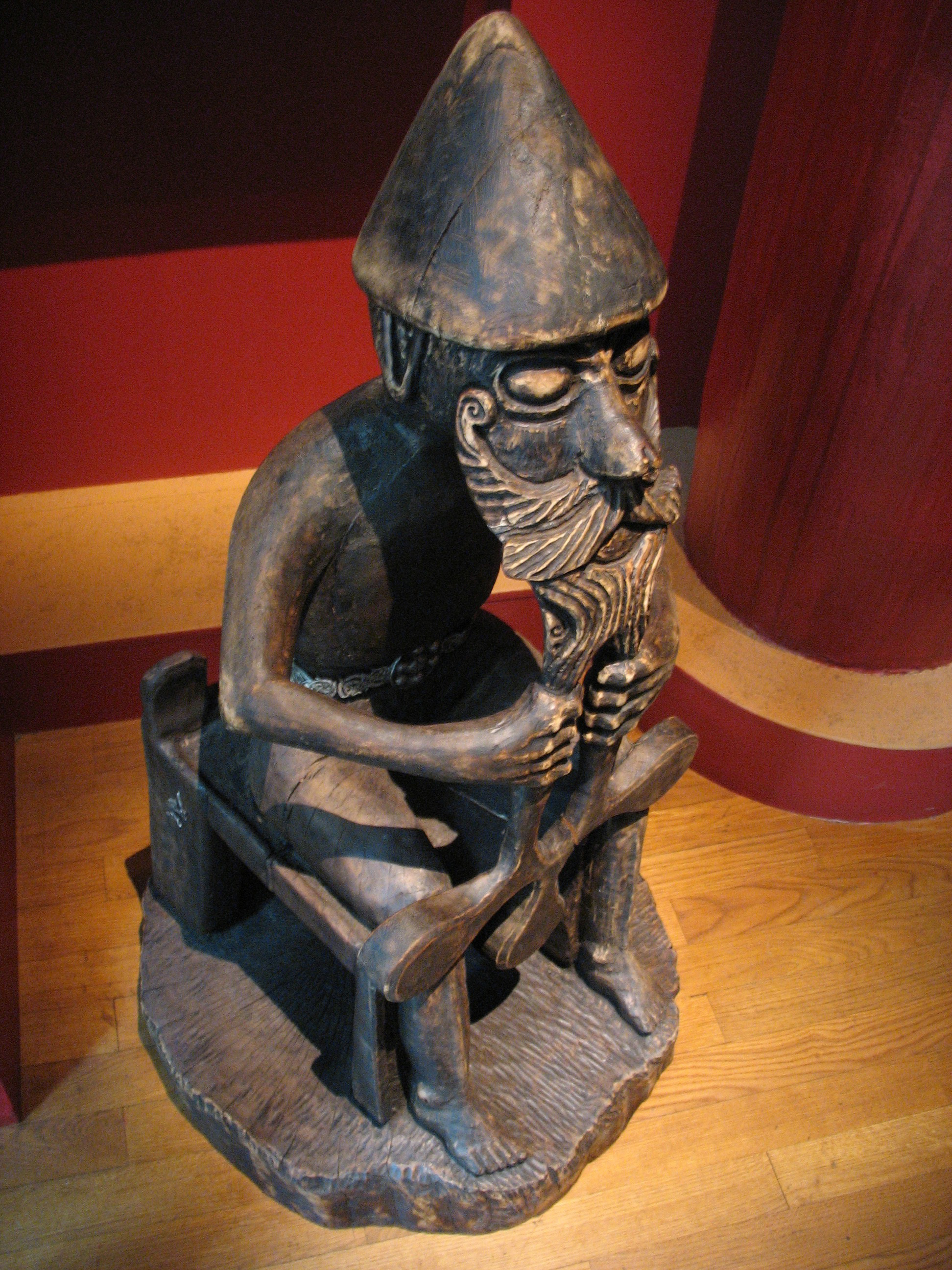
Dřevěná reprodukce islandské sošky ve Švédsku, Švédské vojenské muzeum